# 肥後深川駅
肥後深川駅（ひごふかがわえき）は、かつて熊本県水俣市大字深川974番地に設置されていた、九州旅客鉄道（JR九州）山野線の駅（廃駅）である。山野線の廃止に伴い、1988年（昭和63年）2月1日に廃駅となった。

## 歴史
- 1934年（昭和9年）4月22日：山野西線（後の山野線）の駅として開業[1]。一般駅[1]。
- 1961年（昭和36年）10月23日：貨物の取り扱いを廃止する[1]。
- 1962年（昭和37年）3月25日：荷物扱い廃止[1][2]。無人化される[3]。
- 1987年（昭和62年）4月1日：国鉄分割民営化により、JR九州に継承[1]。
- 1988年（昭和63年）2月1日：山野線の全線廃止に伴い、廃駅となる[1]。

## 駅構造
栗野方面に向かって左側、構内の北東側に単式ホーム1面1線を有し、側線も1本併設する地上駅であり、無人駅であった。1980年（昭和55年）頃までは相対式ホーム2面2線を有していたため、列車交換も可能だった。当駅には駅舎は無かったが、ホーム上には待合所を併設していた。

## 隣の駅
九州旅客鉄道（JR九州）
山野線
東水俣駅 - 肥後深川駅 - 深渡瀬駅